# 發射窗口
發射窗口（英語：Launch window），是航太領域的用語，指發射載具（火箭、太空飞机等）最適合發射升空的一段時間。如果未能在此「窗口」發射，則必須等待下一次的發射窗口。

## 概要
如果只要進入任意環繞地球的軌道，幾乎任何時間皆可；但假如要和太空站（如國際太空站）、或其他已在軌道中繞行的飛行載具會合，則發射時間必須控制在當目標物的軌道平面通過發射地點的時候，如此發射物便能在同一個軌道平面中飛行，使會合較容易。
如果發射物的目的地高於低地軌道，運用中繼軌道會使發射時間較具彈性，因為停留在中繼軌道的時間與軌道傾角並非固定而是可隨情況改變，參見火星全球勘測者的發射窗口。
如果要抵達其他行星，使用簡單、低能量的霍曼轉移軌道的話，兩次發射窗口的間隔便是兩行星的會合週期（不考慮行星的軌道離心率）。以火星為例，與地球的會合週期是2.135年，或780天。更複雜的情況，如使用重力助推的話，發射窗口便不規則。例如航海家2號利用175年一次的行星連線來探訪木星、土星、天王星和海王星。如果錯過此類機會，則可能會變更探訪目標。如ESA的羅塞塔號原本目標是46P/Wirtanen彗星，卻因發射問題延遲而改為67P/楚留莫夫－格拉希门克彗星。